# Dodge (Nebraska)
Dodge és una població dels Estats Units a l'estat de Nebraska. Segons el cens del 2000 tenia 700 habitants.

## Demografia
Segons el cens del 2000, Dodge tenia 700 habitants, 270 habitatges, i 183 famílies. La densitat de població era de 675,7 habitants per km².
Dels 270 habitatges en un 30% hi vivien nens de menys de 18 anys, en un 60,7% hi vivien parelles casades, en un 6,3% dones solteres, i en un 31,9% no eren unitats familiars. En el 29,6% dels habitatges hi vivien persones soles el 18,1% de les quals corresponia a persones de 65 anys o més que vivien soles. El nombre mitjà de persones vivint en cada habitatge era de 2,37 i el nombre mitjà de persones que vivien en cada família era de 2,95.
Per edats la població es repartia de la següent manera: un 24,1% tenia menys de 18 anys, un 5% entre 18 i 24, un 22,9% entre 25 i 44, un 17,7% de 45 a 60 i un 30,3% 65 anys o més.
L'edat mediana era de 43 anys. Per cada 100 dones de 18 o més anys hi havia 87 homes.
La renda mediana per habitatge era de 33.864 $ i la renda mediana per família de 37.679 $. Els homes tenien una renda mediana de 28.000 $ mentre que les dones 19.167 $. La renda per capita de la població era de 15.373 $. Aproximadament el 5% de les famílies i el 7% de la població estaven per davall del llindar de pobresa.

## Poblacions més properes
El següent diagrama mostra les poblacions més properes.